# Liste des plus hauts bâtiments d'Île-de-France
 (2020).

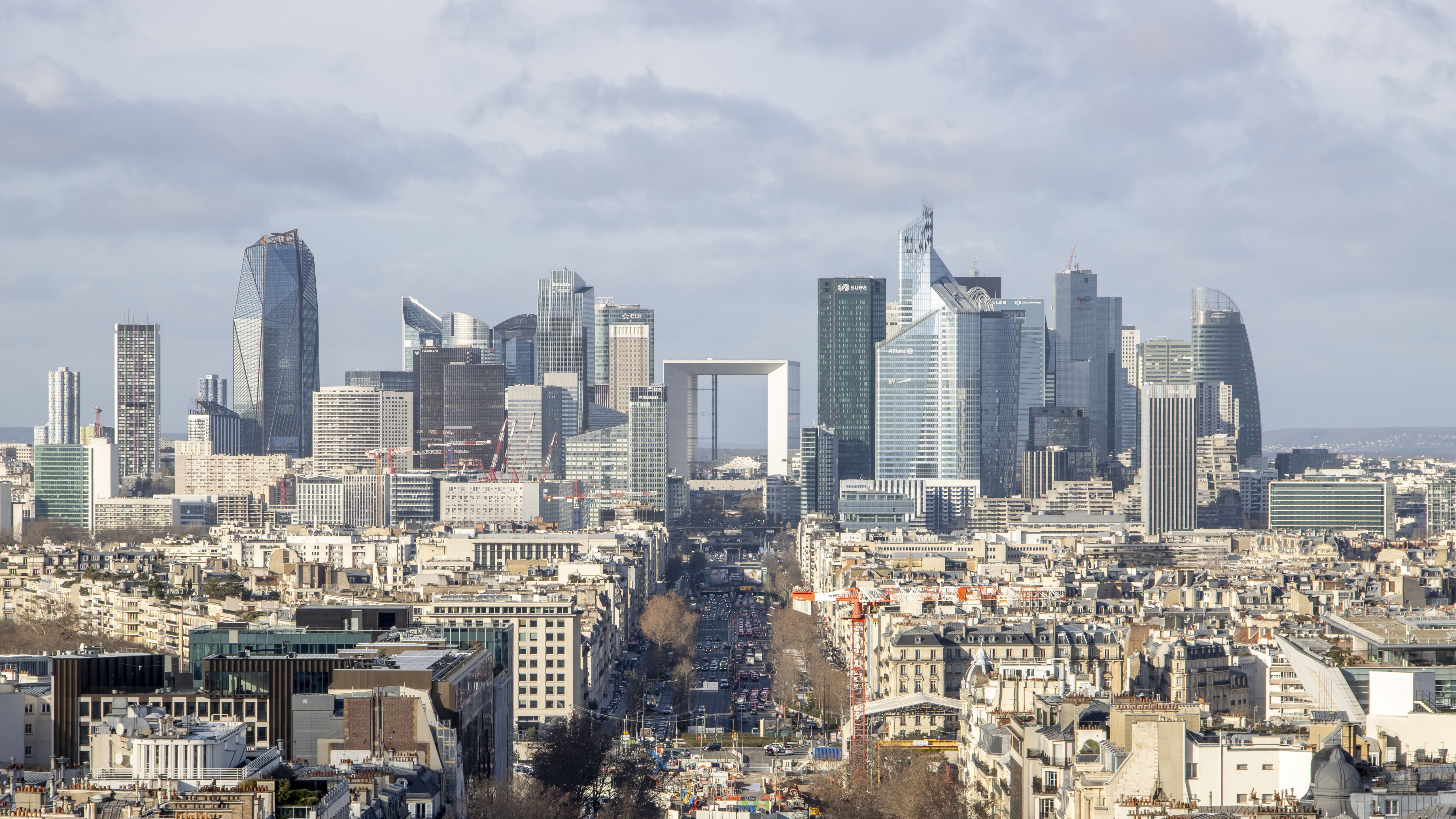
Le quartier de La Défense, où se situe la majorité des plus hauts bâtiments de la région.

Voici une liste des plus hauts bâtiments de l'agglomération parisienne.
La liste suivante est fondée sur les critères suivants :
- les structures considérées sont des bâtiments, c’est-à-dire des immeubles de grande hauteur utilisés par des habitations ou des bureaux sur la quasi-totalité. Les autres structures, telles que la tour Eiffel ou les églises, ne sont pas prises en compte ;
- la hauteur prise en compte est la hauteur architecturale de l'édifice, flèches et coiffes comprises. Certains immeubles peuvent posséder des antennes qui réhaussent d'autant leur hauteur totale, mais qui ne sont ici pas prises en compte.

## Localisation
Paris et ses environs immédiats comptent parmi les régions ayant le plus de bâtiments de grande hauteur en Europe ; en 2020, on y dénombrait vingt-et-un immeubles de plus de 150 m et deux autres en construction, trente-deux à Londres, dix-sept à Francfort, dix à Varsovie et six à Madrid ; en revanche, il n'y existe que deux bâtiments de plus de 200 m (les tours First et Montparnasse), dix-neuf à Moscou, onze à Londres, cinq à Francfort et quatre à Madrid. Cependant, le nombre de tours de plus de 200 m devrait augmenter très fortement à l'horizon 2024, avec sept nouvelles tours entrant dans cette catégorie dont deux tours de plus de 300 m, les tours Hermitage (323 m). Les tours Hermitage devraient être les plus hautes de l'Union européenne.
Le renouveau du quartier de la Défense devrait porter, dans les années 2020, à huit le nombre de bâtiments dont la hauteur est supérieure à 200 m et à trente le nombre de constructions de plus de 150 m dans la « Ville lumière » et ses environs.
La plupart des gratte-ciel franciliens sont répartis dans quatre secteurs principaux :
- La Défense, le plus grand quartier d'affaires européen, situé à l'ouest de la ville de Paris dans le département des Hauts-de-Seine à cheval sur les communes de Nanterre, Puteaux et Courbevoie ; les bâtiments y ont principalement une vocation de bureaux. On y trouve une tour de plus de 200 m (la tour First) et 34 autres bâtiments de plus de 100 m.
- Le Faubourg de l'Arche, géographiquement sur la commune de Courbevoie qui est collé à La Défense et plus précisément, situé au Nord du Cnit et qui comprend trois tours de plus de 150 m et une de plus de 100 m; ces tours y ont une vocation de bureaux. Ce quartier, bien que collé à La Défense n'en fait pas partie pour autant (on constate que d'autres tours éparses de grandes hauteurs se situent à proximité de La Défense, notamment la Tour Les Poissons sur la commune de Courbevoie, la Tour France sur la commune de Puteaux et les  tours Nuages 1 et 2 sur la commune de Nanterre).

- Italie 13 dans le 13e arrondissement, dans ce qui est maintenant le principal quartier asiatique de la ville, avec des bâtiments essentiellement résidentiels dont quinze tours de plus de 100 m.
- Le Front de Seine dans le 15e arrondissement près de la tour Eiffel, appelé « Beaugrenelle », construit dans les années 1970 et 1980 pour une utilisation mixte, résidentielle et commerciale.

On compte également plusieurs secteurs secondaires :
- Le 17e arrondissement, plus précisément autour de la porte de Clichy avec le nouveau Tribunal de Paris, de la porte Pouchet avec la tour Borel (détruite en 2014) et la tour Bois-le-Prêtre.
- Le 18e arrondissement, plus précisément autour de la porte de la Chapelle avec les tours Super-Chapelle[1], La Sablière et Boucry[2] et de la porte de Clignancourt avec les tours de la résidence Jean Cocteau (également connues sous le nom générique d'« Ensemble Clignancourt »), ainsi que l'hôpital Bichat-Claude-Bernard et la tour Poissonniers.
- Le 19e arrondissement, avec les immeubles d'habitations baptisés « Orgues de Flandre », situés entre le canal de l'Ourcq et la porte d'Aubervilliers, les tours de la cité Michelet (également connue comme la cité Curial-Cambrai), la tour Paris-Seine (également connue sous les noms de tour de Flandre et de résidence Duvergier) située non loin du bassin de la Villette, la tour Flandre-Artois sur l'avenue de Flandre, la tour Le Belvédère, située sur l'avenue Jean-Jaurès, ainsi que les immeubles d'habitation de l'ensemble baptisé « Place des Fêtes ».
- Le 20e arrondissement, plus précisément les quartiers de Belleville et de Saint-Blaise.

D'autres gratte-ciel ont été construits de façon éparse dans l'agglomération parisienne, comme la tour Montparnasse en 1972, l'hôtel Pullman Paris Montparnasse en 1974, et plusieurs à proximité du boulevard périphérique, comme les tours Mercuriales et celles de la résidence du Parc de la Noue à Bagnolet, la tour Essor à Pantin, non loin de la porte de Pantin, la tour La Villette à Aubervilliers, non loin de la porte de la Villette, la tour Pleyel à Saint-Denis, l'hôtel Hyatt Regency Paris Étoile près de la porte Maillot ou encore la tour Sequana dans le quartier d'affaires du Val de Seine.

## Bâtiments de plus de100 mètres

### Bâtiments construits

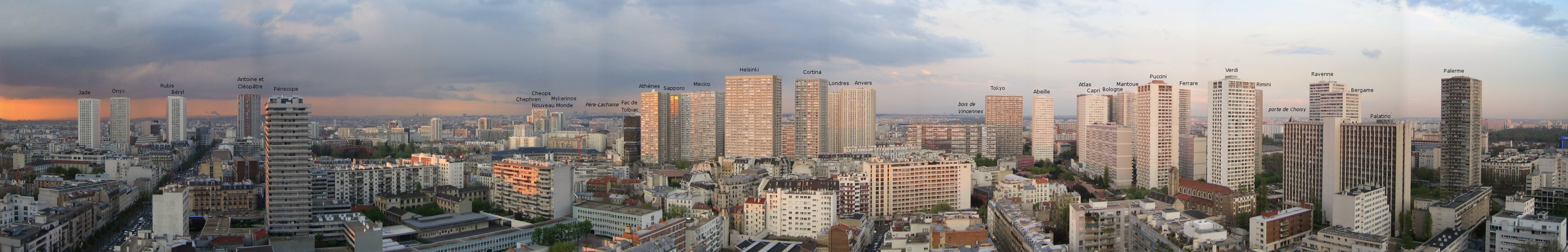
Vue panoramique sur les tours du 13e arrondissement.

Le quartier du Front de Seine, 15earrondissement.

Ce paragraphe liste les immeubles d'Île-de-France de plus de 100 m. Sont indiqués en italique les bâtiments encore en construction mais ayant atteint leur hauteur finale. Ceux ayant été le plus haut d'Île-de-France au moment de leur achèvement sont quant à eux indiqués en gras.
| Rang | Nom                              | Image | Localisation         | Hauteur (m) | Étages | Utilisation    | Année       | Architecte(s) |
| ---- | -------------------------------- | ----- | -------------------- | ----------- | ------ | -------------- | ----------- | --- |
| 1    | The Link                         |       | La Défense           | 242         | 53     | Bureaux        | 2025        | Philippe Chiambaretta |
| 2    | Tour First                       |       | La Défense           | 231         | 50     | Bureaux        | 2011        | Pierre Dufau, Jean-Pierre Dacbert, Michel Stenzel / KPF (Kohn Pedersen Fox), Clémence Fiant-Saubot, Jean Rouit, Hervé Metge (SRA Architectes) |
| 3    | Tour Hekla                       |       | La Défense           | 220         | 50     | Bureaux        | 2022        | Jean Nouvel |
| 4    | Tour Montparnasse                |       | Paris 15e            | 210         | 59     | Bureaux        | 1973        | Roger Saubot, Eugène Beaudouin, Urbain Cassan, Louis de Hoÿm de Marien                                                                        |
| 5    | Tour Majunga                     |       | La Défense           | 194         | 47     | Bureaux        | 2014        | Jean-Paul Viguier |
| 6    | Tour TotalEnergies               |       | La Défense           | 187         | 48     | Bureaux        | 1985        | WZMH Architects, Roger Saubot, François Jullien                                                                                               |
| 7    | Tour T1                          |       | La Défense           | 185         | 37     | Bureaux        | 2008        | Valode et Pistre |
| 8    | Tour Granite                     |       | La Défense           | 184         | 37     | Bureaux        | 2008        | Christian de Portzamparc |
| 9    | Tour Duo 1                       |       | Paris 13e            | 180         | 39     | Bureaux        | 2021        | Jean Nouvel |
| 10   | Tour CB21                        |       | La Défense           | 179         | 46     | Bureaux        | 1974        | Harrison & Abramovitz, Jean-Pierre Bisseuil                                                                                                   |
| 11   | Tour Areva                       |       | La Défense           | 178         | 44     | Bureaux        | 1974        | SOM (Skidmore, Owings and Merrill), Roger Saubot, Francois Jullien                                                                            |
| 11   | Tour Saint-Gobain                |       | La Défense           | 178         | 39     | Bureaux        | 2019        | Valode et Pistre |
| 13   | Tour D2                          |       | La Défense           | 171         | 38     | Bureaux        | 2015        | Anthony Béchu, Tom Sheehan |
| 14   | Tour Hopen                       |       | La Défense           | 167         | 41     | Bureaux        | 2002 / 2025 | Michel Andrault, Nicolas Ayoub (Conceptua) / Ateliers 234                                                                                     |
| 14   | Tour Alicante                    |       | La Défense           | 167         | 37     | Bureaux        | 1995        | Michel Andrault, Pierre Parat, Nicolas Ayoub                                                                                                  |
| 14   | Tour Chassagne                   |       | La Défense           | 167         | 37     | Bureaux        | 1995        | Michel Andrault, Pierre Parat, Nicolas Ayoub                                                                                                  |
| 14   | Tour Trinity                     |       | La Défense           | 167         | 33     | Bureaux        | 2020        | Jean‑Luc Crochon, Cuno Brullmann, Nayla Mecattaf (Cro&Co Architecture)                                                                        |
| 18   | Tour Carpe Diem                  |       | La Défense           | 166         | 39     | Bureaux        | 2013        | Robert A. M. Stern, Clémence Fiant-Saubot, Jean Rouit, Hervé Metge (SRA Architectes)                                                          |
| 19   | Cœur Défense                     |       | La Défense           | 161         | 40     | Bureaux        | 2001        | Jean-Paul Viguier |
| 20   | Tour Alto                        |       | La Défense           | 160         | 38     | Bureaux        | 2020        | Arnaud Doiteau, Sandra de Lamotte, Bernard Lamy (IF Architectes), Clémence Fiant-Saubot, Jean Rouit, Hervé Metge (SRA Architectes)            |
| 20   | Tribunal de Paris                |       | Paris 17e            | 160         | 42     | Administration | 2018        | Renzo Piano |
| 22   | Tour Égée                        |       | La Défense           | 155         | 40     | Bureaux        | 1999        | Michel Andrault, Nicolas Ayoub (Conceptua) |
| 22   | Tour Légende                     |       | La Défense           | 165         | 41     | Bureaux        | 2001        | Pei Cobb Freed & Partners, Roger Saubot, Jean Rouit, Hervé Metge (SRA Architectes)                                                            |
| 24   | Tour Ariane                      |       | La Défense           | 152         | 36     | Bureaux        | 1975        | Jean de Mailly, Robert Zammit |
| 25   | Tour Dexia                       |       | La Défense           | 142         | 36     | Bureaux        | 2005        | Kohn Pedersen Fox, SRA Architectes |
| 26   | Hôtel Hyatt Regency Paris Étoile |       | Paris 17e            | 137         | 33     | Hôtel          | 1974        | Henri Guibout, Serge Maloletenkov, Yves Betin, George Wong                                                                                    |
| 27   | Tour Défense 2000                |       | La Défense           | 136         | 48     | Résidentiel    | 1974        | Michel Proux, Jean-Michel Demones, Jean-Michel Srot                                                                                           |
| 28   | Tour Europlaza                   |       | La Défense           | 135         | 31     | Bureaux        | 1972        | Pierre Dufau, Jean-Pierre Dagbert, Michel Stenzel                                                                                             |
| 29   | Tour Aurore                      |       | La Défense           | 131         | 35     | Bureaux        | 1970 / 2023 | Claude Damery, Pierre Vetter, Gilbert Weil / Jean-Paul Viguier                                                                                |
| 29   | Tour Eqho                        |       | La Défense           | 131         | 40     | Bureaux        | 1988        | Jean Willerval, Fernando Urquijo, Giorgio Macola                                                                                              |
| 31   | Tour Les Poissons                |       | Courbevoie           | 129,5       | 42     | Mixte          | 1970        | Henri Pottier |
| 32   | Tour Pleyel                      |       | Saint-Denis          | 129         | 40     | Hôtel          | 1973 / 2024 | Bernard Favatier, Pierre Hérault, Marcel Freva / 163 Ateliers                                                                                 |
| 33   | Tour France                      |       | Puteaux              | 126         | 41     | Résidentiel    | 1973        | Jean de Mailly |
| 34   | Tour Duo 2                       |       | Paris 13e            | 125         | 27     | Bureaux, hôtel | 2021        | Jean Nouvel |
| 34   | Tour La Villette                 |       | Aubervilliers        | 125         | 36     | Bureaux        | 1974        | Michel Holley |
| 36   | Tour Prélude                     |       | Paris 19e            | 123         | 39     | Résidentiel    | 1979        | Martin Schulz van Treeck |
| 37   | Tour Levant                      |       | Bagnolet             | 122         | 33     | Bureaux        | 1977        | Serge Lana, Alfred H. Milh |
| 37   | Tour Ponant                      |       | Bagnolet             | 122         | 33     | Bureaux        | 1975        | Serge Lana, Alfred H. Milh |
| 39   | Tour Franklin                    |       | La Défense           | 120         | 33     | Bureaux        | 1972        | Michel Chesneau, Jean-Robert Delb, Jean Verola, B. Lalande                                                                                    |
| 40   | Tour Séquoia                     |       | La Défense           | 119         | 33     | Bureaux        | 1990        | Nicolas Ayoub, Michel Andrault, Pierre Parat                                                                                                  |
| 40   | Tour W                           |       | La Défense           | 119         | 33     | Bureaux        | 1974        | Michel Chesneau, Jean-Robert Delb, Jean Verola, B. Lalande                                                                                    |
| 42   | Tour Michelet                    |       | La Défense           | 117         | 34     | Bureaux        | 1985        | Jean Willerval, Henri La Fonta, Branco Vulic                                                                                                  |
| 42   | Tour Neptune                     |       | La Défense           | 117         | 28     | Bureaux        | 1972        | Jacques Binoux, Michel Folliasson, Henri Kandjian                                                                                             |
| 42   | Tour Maestro                     |       | Saint-Denis          | 117         | 26     | Bureaux        | 2025        | 163 Ateliers |
| 45   | Hôtel Pullman Paris Montparnasse |       | Paris 14e            | 116         | 31     | Hôtel          | 1974        | Pierre Dufau |
| 46   | Préfecture des Hauts-de-Seine    |       | Nanterre             | 113         | 30     | Administration | 1974        | André Wogenscky, Henri Chauvet, Alain Richard                                                                                                 |
| 47   | Tour Super-Italie                |       | Paris 13e            | 112         | 39     | Résidentiel    | 1974        | Maurice Novarina |
| 48   | Arche de la Défense              |       | La Défense           | 111         | 40     | Bureaux        | 1989        | Johan Otto von Spreckelsen, Erik Reitzel, Paul Andreu                                                                                         |
| 49   | Résidence du Parc - Tour 4       |       | Bagnolet             | 110         | 33     | Résidentiel    | 1974        | Claude Le Goas, Serge Lana |
| 49   | Tour CGI                         |       | La Défense           | 110         | 32     | Bureaux        | 1971 / 2003 | Auguste Arsac, R. Cassagnes, Raymond Gravereaux / Roger Saubot (SRA Architectes), Kohn Pedersen Fox                                           |
| 49   | Tour Manhattan                   |       | La Défense           | 110         | 32     | Bureaux        | 1975        | Michel Proux, Michel Herbert |
| 52   | Tour Ève                         |       | La Défense           | 109         | 37     | Mixte          | 1974        | Jean-Baptiste Hourlier, Ivan Gury |
| 52   | Tour Initiale                    |       | La Défense           | 109         | 30     | Bureaux        | 1966        | Jean de Mailly, Robert Giudici, Jacques Depussé, Jean Prouvé / Valode et Pistre                                                               |
| 54   | Tour Fugue                       |       | Paris 19e            | 108         | 33     | Résidentiel    | 1972        | Martin Schulz van Treeck |
| 55   | L'Archipel                       |       | Nanterre             | 106         | 24     | Bureaux        | 2021        | Jean-Paul Viguier |
| 56   | Tour Nuages 1                    |       | Nanterre             | 105         | 39     | Résidentiel    | 1977        | Émile Aillaud |
| 56   | Tour Nuages 2                    |       | Nanterre             | 105         | 39     | Résidentiel    | 1977        | Émile Aillaud |
| 56   | Tour Giralda                     |       | Paris 20e            | 105         | 33     | Résidentiel    | 1975        | |
| 59   | Résidence Antoine et Cléopâtre   |       | Paris 13e            | 104         | 38     | Résidentiel    | 1974        | |
| 59   | Tour Anvers                      |       | Paris 13e            | 104         | 37     | Résidentiel    | 1974        | |
| 59   | Tour Athènes                     |       | Paris 13e            | 104         | 37     | Résidentiel    | 1974        | |
| 59   | Tour Cortina                     |       | Paris 13e            | 104         | 35     | Résidentiel    | 1974        | |
| 59   | Tour Gambetta                    |       | La Défense           | 104         | 37     | Résidentiel    | 1975        | Daniel Badani, Pierre Roux-Dorlut |
| 59   | Tour Helsinki                    |       | Paris 13e            | 104         | 37     | Résidentiel    | 1974        | |
| 59   | Tour Londres                     |       | Paris 13e            | 104         | 37     | Résidentiel    | 1974        | |
| 59   | Tour Mexico                      |       | Paris 13e            | 104         | 37     | Résidentiel    | 1974        | |
| 59   | Tour Sapporo                     |       | Paris 13e            | 104         | 37     | Résidentiel    | 1974        | |
| 68   | Tour Emblem                      |       | Courbevoie           | 103         | 26     | Bureaux        | 1998 / 2021 | Nicolas Ayoub, Michel Andrault / Architecture To Air                                                                                          |
| 68   | Tour Chéops                      |       | Paris 13e            | 103         | 36     | Résidentiel    | 1974        | Jérôme Delaage, Fernand Tsaropoulos |
| 70   | Tour Ancône                      |       | Paris 13e            | 102         | 36     | Résidentiel    | 1975        | |
| 70   | Tour Bologne                     |       | Paris 13e            | 102         | 36     | Résidentiel    | 1975        | |
| 70   | Tour Ferrare                     |       | Paris 13e            | 102         | 35     | Résidentiel    | 1975        | |
| 70   | Tour Palerme                     |       | Paris 13e            | 102         | 35     | Résidentiel    | 1975        | |
| 70   | Tour Ravenne                     |       | Paris 13e            | 102         | 35     | Résidentiel    | 1975        | |
| 75   | Landscape                        |       | La Défense           | 101         | 28     | Bureaux        | 1983 / 2020 | Henri de la Fonta / Dominique Perrault |
| 75   | Tour Cantate                     |       | Paris 19e            | 101         | 31     | Résidentiel    | 1970        | Martin Schulz van Treeck |
| 77   | Hôtel Novotel Paris Tour Eiffel  |       | Paris 15e            | 100         | 31     | Hôtel          | 1976        | Julien Penven, Jean-Claude Le Bail |
| 77   | Tour Blanche                     |       | La Défense           | 100         | 27     | Bureaux        | 1967 / 2014 | Luc Arsène-Henry, Xavier Arsène-Henry, Bernard Schoeller / Silvio Petraccone                                                                  |
| 77   | Tours Citylights                 |       | Boulogne-Billancourt | 100         | 29     | Bureaux        | 1975 / 2016 | |
| 77   | Tour Cristal                     |       | Paris 15e            | 100         | 29     | Bureaux        | 1990        | Julien Penven, Jean-Claude Le Bail |
| 77   | Tour Opus 12                     |       | La Défense           | 100         | 32     | Bureaux        | 1973 / 2004 | Jean Dubuisson, Jean-Pierre Jausserand / Valode et Pistre                                                                                     |
| 77   | Tour Sequana                     |       | Issy-les-Moulineaux  | 100         | 24     | Bureaux        | 2010        | Arquitectonica |
| 77   | Tour Totem                       |       | Paris 15e            | 100         | 31     | Résidentiel    | 1979        | Michel Andrault, Pierre Parat |

### En construction
Ce paragraphe liste les projets d'immeubles ou structures de l'agglomération parisienne en construction de plus de 100 m.
| Nom           | Image | Hauteur (m) | Étages | Localisation | Statut                                                   | Utilisation | Date de livraison prévue | Architectes           |
| ------------- | ----- | ----------- | ------ | ------------ | -------------------------------------------------------- | ----------- | ------------------------ | --------------------- |
| The Link      |       | 242         | 53     | La Défense   | En construction, Superstructure en cours                 | Bureaux     | 2025                     | Philippe Chiambaretta |
| Tour Triangle |       | 180         | 42     | Paris 15e    | En construction, Superstructure en cours                 | Mixte       | 2026                     | Herzog & de Meuron    |
| Hopen         |       | 167         | 43     | La Défense   | Restructuration lourde / surélévation, Chantier en cours | Bureaux     | 2025                     | Ateliers 2/3/4        |
| Tour Maestro  |       | 117         | 26     | Saint-Denis  | En construction, finitions en cours                      | Bureaux     | 2025                     | 163 Ateliers          |

### En projet
Ce paragraphe liste les projets d'immeubles ou structures de l'agglomération parisienne en projet de plus de 100 m.
| Nom                          | Hauteur (m) | Localisation      | Statut                       | Utilisation         | Date de livraison prévue | Architecte                                     |
| ---------------------------- | ----------- | ----------------- | ---------------------------- | ------------------- | ------------------------ | ---------------------------------------------- |
| Sisters - Tour 1             | 229         | La Défense        | Permis de construire délivré | Bureaux             | Projet suspendu          | Christian de Portzamparc                       |
| Nouvelle Tour Montparnasse   | 224         | Paris 15e         | Permis de construire délivré | Mixte               | 2028                     | Franklin Azzi, Chartier Dalix, Hardel Le Bihan |
| Tour de Charenton            | 220         | Charenton-le-Pont | Permis de construire délivré | Hôtel/Logements     | 2030                     | Skidmore, Owings and Merrill                   |
| Tour des Jardins de l'Arche  | 206         | La Défense        | Permis de construire délivré | Logements/Bureaux   | 2028                     | Atelier 2/3/4                                  |
| Odyssey - Tour C             | 189         | La Défense        | Permis de construire délivré | Bureaux             | 2028                     | Studio Gang, Cro&Co                            |
| Le Village Vertical          | 180         | Paris 13e         | Projet retenu                | Mixte               | Projet suspendu          | Hardel Le Bihan                                |
| Odyssey - Tour O             | 176         | La Défense        | Permis de construire délivré | Bureaux/Hôtel       | 2028                     | Cro&Co                                         |
| Tour Monge                   | 170         | La Défense        | Projet retenu                | Mixte               | 2031                     | 3XN, SRA                                       |
| Sisters - Tour 2             | 131         | La Défense        | Permis de construire délivré | Hôtel               | Projet suspendu          | Christian de Portzamparc                       |
| Les Lumières Pleyel - Lot R3 | 120         | Saint-Denis       | Projet retenu                | Mixte               | Projet suspendu          | Snøhetta                                       |
| Odyssey - Tour D             | 102         | La Défense        | Permis de construire délivré | Bureaux/Hébergement | 2028                     | Cro&Co                                         |
| Tour Seine                   | 100         | Paris 13e         | Projet retenu                | Logements           | Projet suspendu          | Hardel Le Bihan                                |

### Records successifs
| Hauteur (m) | Nom                    | Image | Localisation | Utilisation | Dates       | Architecte                                                  |
| ----------- | ---------------------- | ----- | ------------ | ----------- | ----------- | ----------------------------------------------------------- |
| 242         | The Link               |       | La Défense   | Bureaux     | Depuis 2025 | Philippe Chiambaretta                                       |
| 231         | Tour First             |       | La Défense   | Bureaux     | 2011 - 2025 | Kohn Pedersen Fox                                           |
| 210         | Tour Montparnasse      |       | Paris 15e    | Bureaux     | 1972 - 2011 | Saubot, Beaudouin, Cassan et Hoÿm de Marien                 |
| 129,5       | Tour Les Poissons      |       | Courbevoie   | Mixte       | 1970 - 1972 | Henri Pottier                                               |
| 109         | Tour Nobel             |       | La Défense   | Bureaux     | 1966 - 1970 | Jean de Mailly                                              |
| 86          | Tour Leclerc           |       | La Courneuve | Logements   | 1963 - 1966 | Henry-Charles Delacroix, Clément Tambuté                    |
| 77          | Tour Arago             |       | Puteaux      | Bureaux     | 1961 - 1963 | Jean de Mailly                                              |
| 67          | Tour Albert            |       | Paris 13e    | Logements   | 1960-1961   | Edouard Albert, Robert Boileau et Jacques Henri-Labourdette |
| 64          | Tour de L'Illustration |       | Bobigny      | Bureaux     | 1933 - 1960 | René Lefébure                                               |

## Bâtiments entre 90 et100 mètres

### Bâtiments construits
| Nom                                | Année | Utilisation | Hauteur (m) | Étages | Localisation        |
| ---------------------------------- | ----- | ----------- | ----------- | ------ | ------------------- |
| Tour Boucry                        | 1974  | Mixte       | 99          | 29     | Paris 18e           |
| Tour Europe                        | 1969  | Bureaux     | 99          | 28     | La Défense          |
| Tour Avant-Seine                   | 1970  | Résidentiel | 98          | 32     | Paris 15e           |
| Tour de Mars                       | 1974  | Résidentiel | 98          | 32     | Paris 15e           |
| Tour Paris Côté Seine              | 1977  | Hôtel       | 98          | 32     | Paris 15e           |
| Tour Seine                         | 1970  | Résidentiel | 98          | 32     | Paris 15e           |
| Tour Espace 2000                   | 1976  | Résidentiel | 98          | 31     | Paris 15e           |
| Tour Évasion 2000                  | 1971  | Résidentiel | 98          | 31     | Paris 15e           |
| Tour Totem                         | 1978  | Résidentiel | 98          | 31     | Paris 15e           |
| Tour Beaugrenelle                  | 1979  | Résidentiel | 98          | 30     | Paris 15e           |
| Tour Panorama                      | 1974  | Résidentiel | 98          | 30     | Paris 15e           |
| Tour Perspective 1                 | 1973  | Résidentiel | 98          | 30     | Paris 15e           |
| Tour Perspective 2                 | 1975  | Résidentiel | 98          | 30     | Paris 15e           |
| Tour Reflets                       | 1976  | Résidentiel | 98          | 30     | Paris 15e           |
| Tour Rive Gauche                   | 1975  | Résidentiel | 98          | 30     | Paris 15e           |
| Tour Keller                        | 1970  | Résidentiel | 98          | 29     | Paris 15e           |
| Tour Prisma                        | 1998  | Bureaux     | 97          | 25     | La Défense          |
| Tour Chambord                      | 1975  | Résidentiel | 96          | 34     | Paris 13e           |
| Tour Obélisque                     | 1973  | Résidentiel | 96          | 30     | Épinay-sur-Seine    |
| Tour HT1                           | 1975  | Résidentiel | 95          | 33     | Paris 20e           |
| Tour Atlas                         |       | Résidentiel | 95          | 33     | Paris 13e           |
| Tour Puccini                       |       | Résidentiel | 95          | 33     | Paris 13e           |
| Tour Verdi                         |       | Résidentiel | 95          | 33     | Paris 13e           |
| Tour Atlantique                    | 1970  | Bureaux     | 95          | 27     | La Défense          |
| Tour Mantoue                       |       | Résidentiel | 95          | 30     | Paris 13e           |
| Tour CityScope                     | 1980  | Bureaux     | 94          | 26     | Montreuil           |
| Tour Rodin                         | 1968  | Résidentiel | 93          | 30     | Champigny-sur-Marne |
| Tour de Flandre                    | 1973  | Résidentiel | 93          | 31     | Paris 19e           |
| Residences Beryl                   | 1975  | Résidentiel | 92          | 32     | Paris 13e           |
| Residences Jade                    | 1975  | Résidentiel | 92          | 32     | Paris 13e           |
| Residences Onyx                    | 1975  | Résidentiel | 92          | 32     | Paris 13e           |
| Residences Rubis                   |       | Résidentiel | 92          | 32     | Paris 13e           |
| Tour Abeille                       |       | Résidentiel | 92          | 32     | Paris 13e           |
| Tour Capri                         |       | Résidentiel | 92          | 32     | Paris 13e           |
| Tour Les Terrasses Rodin           | 1979  | Résidentiel | 92          | 29     | Issy-les-Moulineaux |
| Tour Rimini                        |       | Résidentiel | 92          | 32     | Paris 13e           |
| Tour de la Redoute                 | 1967  | Résidentiel | 91          | 27     | Fontenay-sous-Bois  |
| Tour Chéphren                      | 1974  | Résidentiel | 90          | 27     | Paris 13e           |
| Tour Saint-Blaise (Square Vitruve) | 1970  | Résidentiel | 90          | 31     | Paris 20e           |
| Tour Sonate                        | 1970  | Résidentiel | 90          | 26     | Paris 19e           |
| Résidence Super-Montparnasse       | 1969  | Résidentiel | 90          | 30     | Paris 15e           |
| Tour Pacific                       | 1992  | Bureaux     | 90          | 25     | La Défense          |
| Tour Zamansky                      | 1970  | Éducation   | 90          | 24     | Paris 5e            |

## Autres structures
Ce paragraphe liste les structures de l'agglomération parisienne de plus de 90 m de haut qui ne sont pas des immeubles. Celles ayant été détruites sont indiquées en gris foncé.
| Nom                                               | Image | Année       | Utilisation              | Hauteur (m) | Localisation           |
| ------------------------------------------------- | ----- | ----------- | ------------------------ | ----------- | ---------------------- |
| Tour Eiffel                                       |       | 1889        | Tourisme, radiodiffusion | 330         | Paris 7e               |
| Émetteur de Sainte-Assise                         |       | 1921        | Radiodiffusion           | 250         | Seine-Port             |
| Cheminées de la Centrale thermique de Porcheville |       | 1968        | Cheminée                 | 220         | Porcheville            |
| Émetteur de Maudétour-en-Vexin                    |       | ~1970       | Radiodiffusion           | 200         | Maudétour-en-Vexin     |
| Cheminées de la centrale thermique de Vitry       |       | 1966        | Cheminée                 | 160         | Vitry-sur-Seine        |
| Tour hertzienne TDF de Romainville                |       | 1984        | Radiodiffusion           | 143         | Les Lilas              |
| Cheminée du Front-de-Seine                        |       | 1971        | Cheminée                 | 130         | Paris 15e              |
| Tour hertzienne de Chennevières-sur-Marne         |       | 1972        | Radiodiffusion           | 128         | Chennevières-sur-Marne |
| Cheminées de la centrale thermique de Saint-Ouen  |       | ~1955       | Cheminée                 | 109         | Saint-Ouen             |
| Dôme de l'hôtel des Invalides                     |       | 1708        | Monument                 | 107         | Paris 7e               |
| Flèche de Notre-Dame de Paris                     |       | 1859 / 2024 | Cathédrale               | 96          | Paris 4e               |
| Grande roue de Paris                              |       | 1900        | Grande roue              | 96          | Paris 7e               |
| Aéroport Roissy CDG - Tour de contrôle Nord       |       | ~2006       | Communication            | 95          | Roissy-en-France       |
| Aéroport Roissy CDG - Tour de contrôle Sud        |       | ~2004       | Communication            | 90          | Roissy-en-France       |
| Flèche Nord de la Basilique Saint-Denis           |       | 1230 / 2029 | Cathédrale               | 90          | Saint-Denis            |

## Projets annulés
Plusieurs gratte-ciels ou structures de plus 90 m, dont la construction était projetée sur l'agglomération parisienne, n'ont finalement jamais été construits : 
Leurs utilisations en couleur : Résidentiel (R) ; Hôtel (H); Bureau (B) ; Mixte (M),(structure accueillant une activité multiple) ; Radiodiffusion (R) ; Touristique(T).
| Nom                                   | Année | Architecte                               | Hauteur (m) | Étages   | Utilisation  | Localisation         | Raison de l'abandon.                                                                                       |
| ------------------------------------- | ----- | ---------------------------------------- | ----------- | -------- | ------------ | -------------------- | --- |
| Tour Tourisme TV (Radiodiffusion)     | 1962  | André et Jean Polak                      | 725         | -        | (R)(T)       | La Défense           | Coût élevé, inutilité.                                                                                     |
| Tour sans fins                        | 2000  | Jean Nouvel                              | 425         | 100      | (B)          | La Défense           | Raisons économiques.                                                                                       |
| Tour Lumière Cybernétique             | 1963  | Nicolas Schöffer                         | 347         | 8        | (T)          | La Défense           | Perte du soutien politique.                                                                                |
| Hermitage Plaza                       | 2021  | Norman Foster                            | 320         | 85 et 86 | Mixte (M)    | La Défense           | Annulé par décision de l'Établissement public Paris La Défense.                                            |
| Hermitage Towers                      | 2010  | Jacques Ferrier                          | 309         | 77       | (M)(B)(H)(R) | La Défense           | Désaccord entre le maître d’ouvrage et le maître d’œuvre.                                                  |
| Tour Signal                           | 2010  | Jean Nouvel                              | 301         | 71       | (M)(B)(H)(R) | La Défense           | Raisons économiques.                                                                                       |
| Tour Foster                           | 2012  | Norman Foster                            | 297         | -        | (M)(B)(H)(T) | La Défense           | Désengagement du maître d'ouvrage.                                                                         |
| Tour Phare                            | 2015  | Thom Mayne                               | 297         | 69       | (M)(B)       | La Défense           | Renoncement du commanditaire (raisons politiques et économiques).                                          |
| Tour Osmose                           | 2013  | Jean-Michel Wilmotte                     | 284         | 74       | (M)(B)(H)(R) | La Défense           | Perdant du concours Signal, et n'a pas été retenu dans le projet du réaménagement de la Rose de Cherbourg. |
| Tour CB21 (restructuration)           | 2008  | Ateliers 234                             | 275         | 56       | (B)          | La Défense           | Raison financière.                                                                                         |
| Tour Generali                         | 2011  | Valode et Pistre                         | 265         | 51       | (B)          | La Défense           | Renoncement du commanditaire.                                                                              |
| Tour Zehrfuss                         | 1969  | Bernard Zehrfuss                         | 250         | 60       | (B)          | La Défense           | Manque d’investisseur, coût élevé.                                                                         |
| Tours Erosia (x2)                     | 2016  | Bernardo Fort-Brescia                    | 235         | 58       | (M)(R)       | Suresnes             | Avis défavorable de la préfecture de région et des Bâtiments.                                              |
| Tour Apogée                           | 1977  | Michel Holley                            | 220         | 60       | (M)(B)(R)    | Paris 13e            | Annulation du permis de construire par l'État.                                                             |
| Tours du pont de Neuilly (x2)         | 2010  | Claude Vasconi                           | 220         | 40       | (B)          | Neuilly-sur-Seine    | ? |
| Tour Manhattan (surélévation)         | 2009  | Lahon Dachy Devos & Partners Architectes | 208         | 39       | (B)          | La Défense           | Raison financière.                                                                                         |
| Tour Air2                             | 2018  | Agence Arquitectonica                    | 202         | 45       | (B)          | La Défense           | Raison financière et juridique.                                                                            |
| Tour de la Terre (Radiodiffusion)     | 2002  | Nicolas Normier                          | 200         | 1        | (T)          | Bobigny              | Raison financière, manque d’investisseur.                                                                  |
| Tour IMEFA 52                         | 2015  | Jean-Paul Viguier                        | 189         | 43       | (M)(B)       | Issy-les-Moulineaux  | Raison commerciale.                                                                                        |
| Tour CB2 (x2)                         | 1974  | SOM, Roger Saubot, François Jullien      | 184         | 46       | (B)          | La Défense           | Raison financière, 1 sur 2 fut construite.                                                                 |
| Tours Oasis                           | 2019  | Bjarke Ingels                            | 180         | 46       | (B)          | La Défense           | Inconnue                                                                                                   |
| Tour Naomi                            | 2006  | Jacques Ferrier                          | 165         | 35       | (B)          | Clichy               | Vision |
| Tours Eollys (x2)                     | 2011  | Pierre Epstein                           | 165         | 34       | (B)(H)       | Levallois-Perret     | Opposition des riverains.                                                                                  |
| Issy Tower                            | 2015  | Daniel Libeskind                         | 160         | 40       | (B)          | Issy-les-Moulineaux  | Raison commerciale                                                                                         |
| Tour Bouwfonds Marignan               | 2011  | Bouwfonds Marignan                       | 160         | 30       | (B)          | Levallois-Perret     | Opposition des riverains.                                                                                  |
| Plan Voisin (x18)                     | 1925  | Le Corbusier                             | 155         | 51       | (R)          | Paris                | Irréalisable.                                                                                              |
| Tour Hélice                           | 2017  | Françoise Raynaud                        | 145         | 35       | (B)          | Issy-les-Moulineaux  | Raison commerciale.                                                                                        |
| Tour PD22 (B)                         | 2014  | PCA                                      | 145         | 39       | (M)(B)       | La Défense           | Absence structurelle interne, emplacement indésirable.                                                     |
| Tour AVA                              | 2017  | Manuelle Gautrand                        | 142         | 34       | (M)(B)       | La Défense           | Annulation du projet à cause des recours.                                                                  |
| Tour Cetelem                          | 2011  | Antoine Delaire                          | 140         | 29       | (B)          | Levallois-Perret     | Opposition des riverains.                                                                                  |
| Tour Cœur de Ville                    | 2012  | Jacques Ferrier                          | 140         | 36       | (B)          | Issy-les-Moulineaux  | Renoncement du commanditaire.                                                                              |
| Tour Pleyel (B), (C), (D)             | 1974  | Michel Folliasson / Bernard Favatier     | 129         | 38       | (B)          | Saint-Denis          | Raisons politique national.                                                                                |
| Tour Super-Italie (B)                 | 1974  | Maurice Novarina                         | 112         | 38       | (R)          | Paris 13e            | Raisons politique nationale.                                                                               |
| Tour du Centre aquatique              | 2015  | Valode et Pistre                         | 110         | -        | (B)          | Aubervilliers        | Renoncement de la municipalité.                                                                            |
| Tour du projet no 2 pour l'île Seguin | 2015  | Jean Nouvel                              | 110         | -        | (B)          | Boulogne-Billancourt | Renoncement de la municipalité.                                                                            |
| Tour Estrel (A)                       | 2010  | Reichen et Robert                        | 100         | 30       | (H)          | Saint-Denis          | Raison financière.                                                                                         |
| Tours Les portes d'Asnières (x2)      | 2009  | Claude Vasconi                           | 96          | 20       | (B)          | Asnières-sur-Seine   | Projet annulé à la suite du décès de l'architecte.                                                         |
| Tour Champs Philippe                  | 2010  | 3AM et Internationale d'Architecture     | 91          | 25       | (B)          | Colombes             | Raison financière, (coût d'entretien trop élevé dû à la norme IGH).                                        |
| Tour Vinci                            | 2012  | Dominique Perrault                       | 90          | 24       | (B)          | Rueil-Malmaison      | Renoncement du commanditaire.                                                                              |

## Galerie

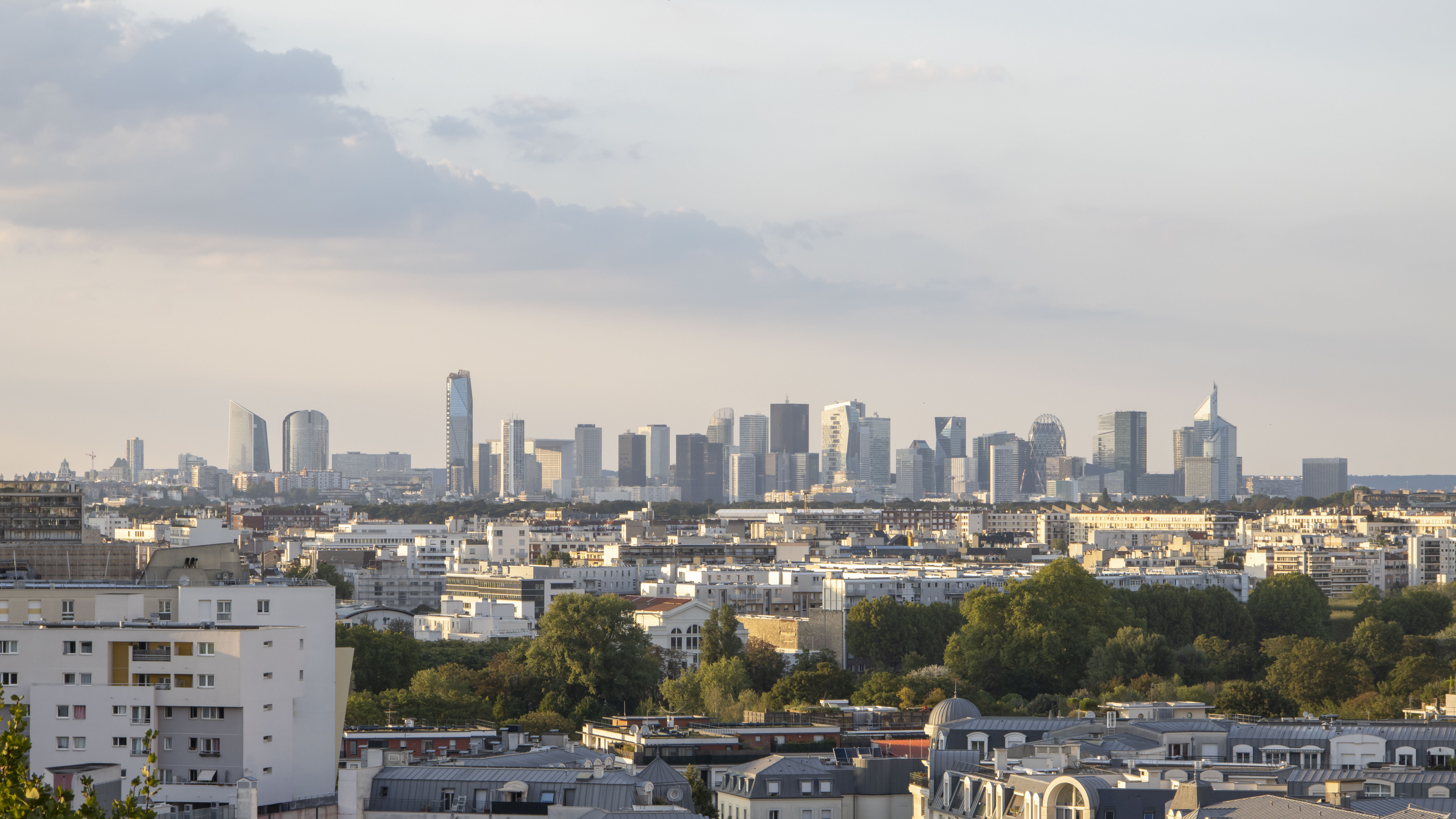
Les tours de La Défense, vues depuis Issy.
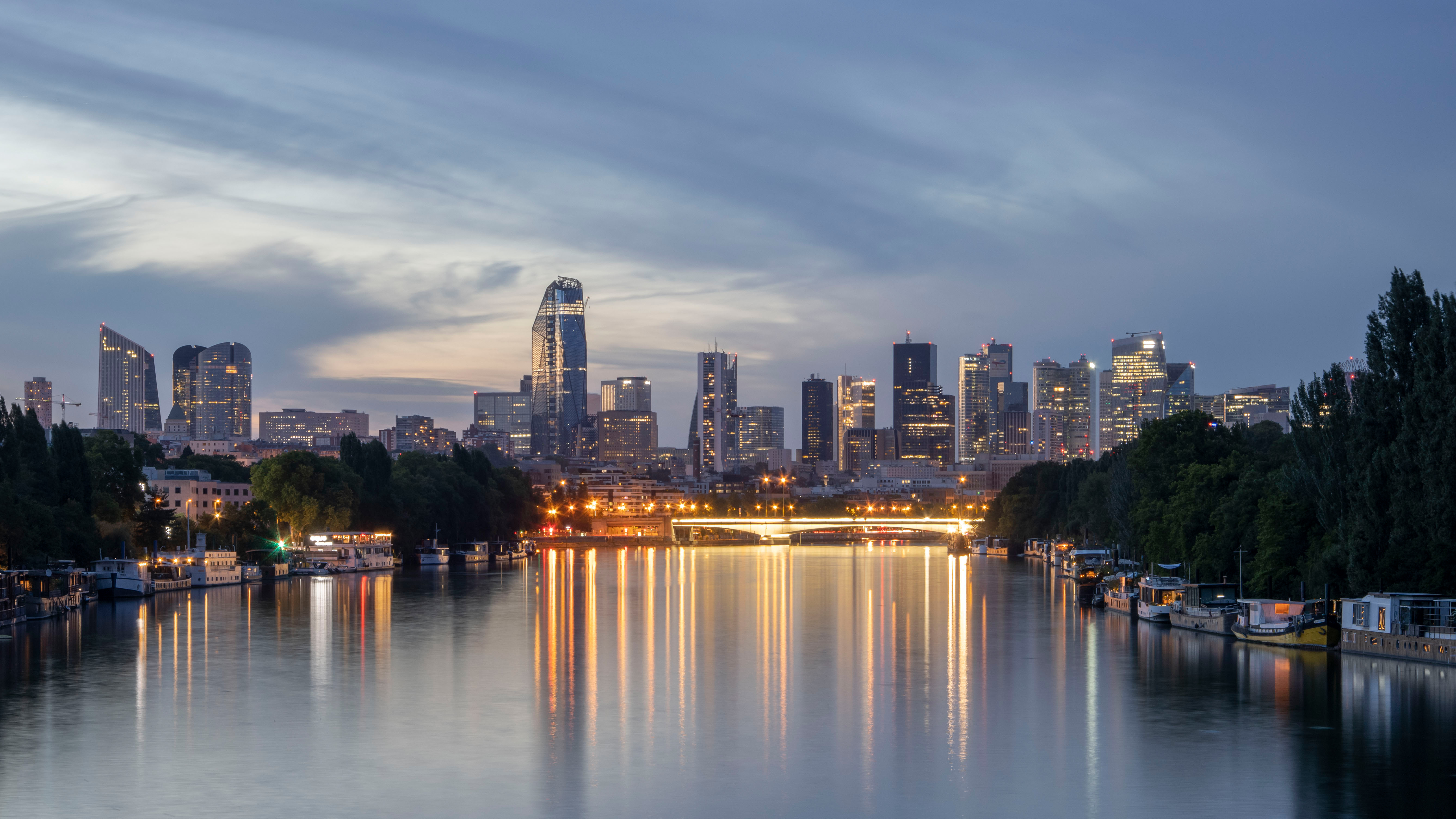
Le quartier de La Défense vu depuis la passerelle de l'Avre.
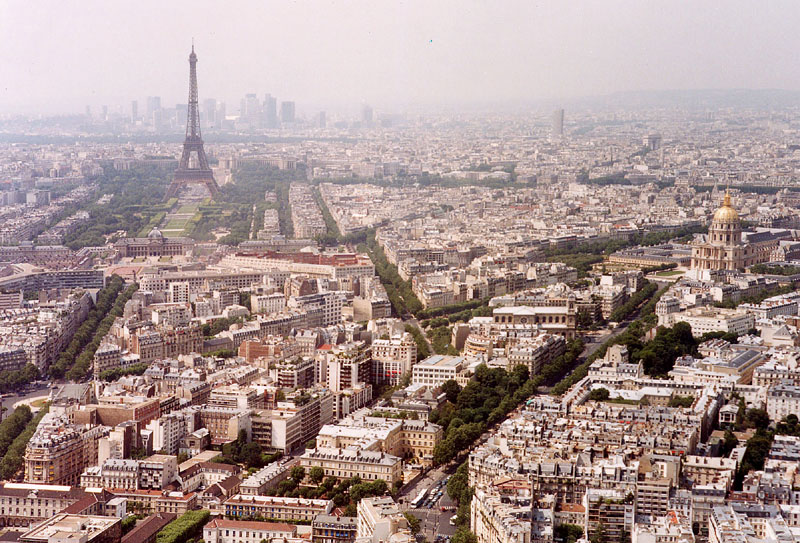
Vue depuis la tour Montparnasse sur la tour Eiffel et la Défense.
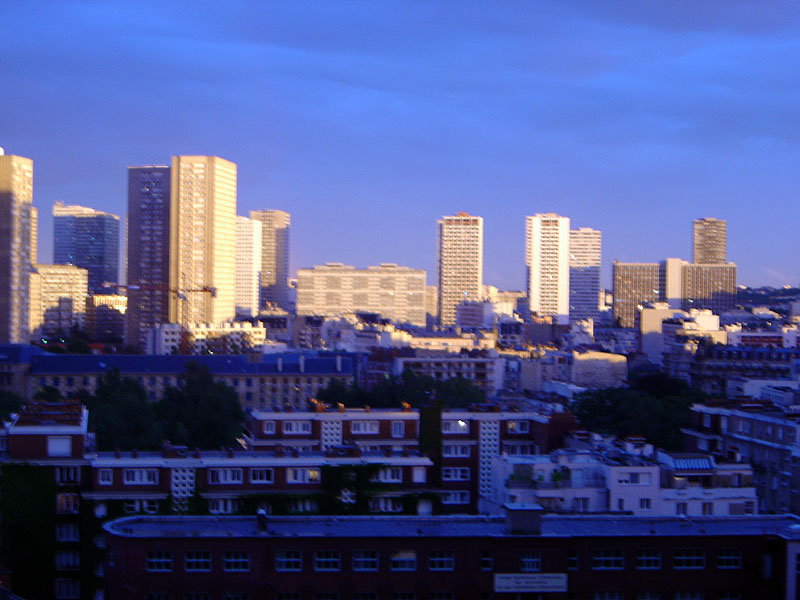
Tours du 13e arrondissement.